# Батхай (Кулункунское сельское поселение)
Батха́й — упразднённая деревня в Эхирит-Булагатском районе Иркутской области России. Входила в Кулункунское муниципальное образование. 

## География
Находится на правом берегу реки Кударейки, в 12 км к северо-западу от центра сельского поселения, села Булуса, и в 21 км от районного центра — посёлка Усть-Ордынский.

## История
В конце 2013 года при распространении действия закона упразднённого Усть-Ордынского Бурятского автономного округа о статусе и границах его муниципальных образований на территорию расширившейся Иркутской области и актуализации данных деревня была исключена из реестров. До этого учитывалась как отдельный населённый пункт, в том числе в ежегодных статистических бюллетенях Иркутскстата. Ныне считается отдалённой частью деревни Кударейка.

## Население
| 2002 | 2010 | 2011 | 2012 |
| ---- | ---- | ---- | ---- |
| 13   | ↗33  | →33  | →33  |

По данным Всероссийской переписи, в 2010 году в деревне проживали 33 человека (23 мужчины и 10 женщин).